# Staphylus
Staphylus är ett släkte av fjärilar. Staphylus ingår i familjen tjockhuvuden.

## Bildgalleri

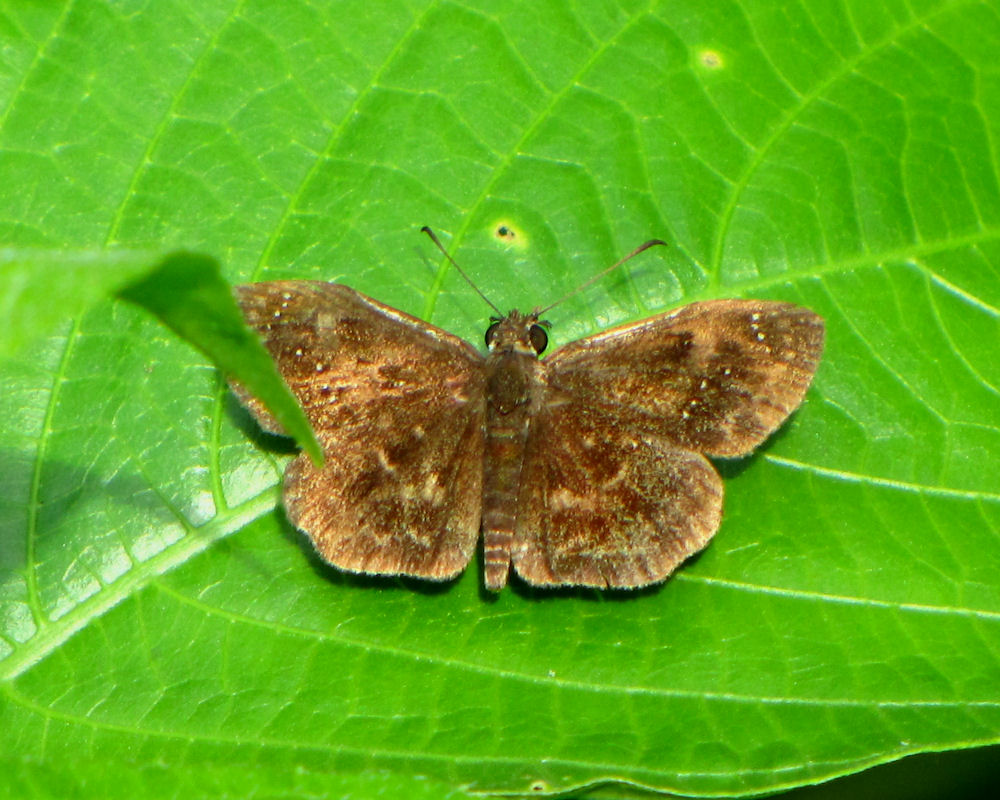

## Dottertaxa tillStaphylus, i alfabetisk ordning[1]
- Staphylus anginus
- Staphylus angulata
- Staphylus ascalon
- Staphylus ascaphalus
- Staphylus astra
- Staphylus aterea
- Staphylus auricapilla
- Staphylus aurocapilla
- Staphylus azteca
- Staphylus balsa
- Staphylus bifasciata
- Staphylus buena
- Staphylus canka
- Staphylus caribbea
- Staphylus cartagoa
- Staphylus ceos
- Staphylus chlora
- Staphylus chlorocephala
- Staphylus coecatus
- Staphylus cordillerae
- Staphylus cordovanus
- Staphylus corumba
- Staphylus cruza
- Staphylus dentivittata
- Staphylus dissimilis
- Staphylus epicaste
- Staphylus eryx
- Staphylus esmeraldus
- Staphylus evemerus
- Staphylus fascia
- Staphylus fasciatus
- Staphylus fungoides
- Staphylus hayhurstii
- Staphylus huigra
- Staphylus iguala
- Staphylus incanus
- Staphylus incisus
- Staphylus inconstans
- Staphylus inornata
- Staphylus lizeri
- Staphylus machuca
- Staphylus manx
- Staphylus mazans
- Staphylus melaina
- Staphylus melangon
- Staphylus menuda
- Staphylus minor
- Staphylus mossi
- Staphylus musculus
- Staphylus ochroceps
- Staphylus oeta
- Staphylus opites
- Staphylus ordinarius
- Staphylus perforata
- Staphylus perna
- Staphylus plummertini
- Staphylus punctiseparatus
- Staphylus putumayo
- Staphylus quadratus
- Staphylus rileyi
- Staphylus sambo
- Staphylus satrap
- Staphylus saxos
- Staphylus scoramus
- Staphylus semitincta
- Staphylus shola
- Staphylus similis
- Staphylus sinepunctis
- Staphylus stanga
- Staphylus tadus
- Staphylus tepeca
- Staphylus tierra
- Staphylus toba
- Staphylus tucumanus
- Staphylus tyro
- Staphylus unifascia
- Staphylus variegatus
- Staphylus veytius
- Staphylus vincula
- Staphylus vulgaris
- Staphylus vulgata
- Staphylus zuritus